# Kabřinec

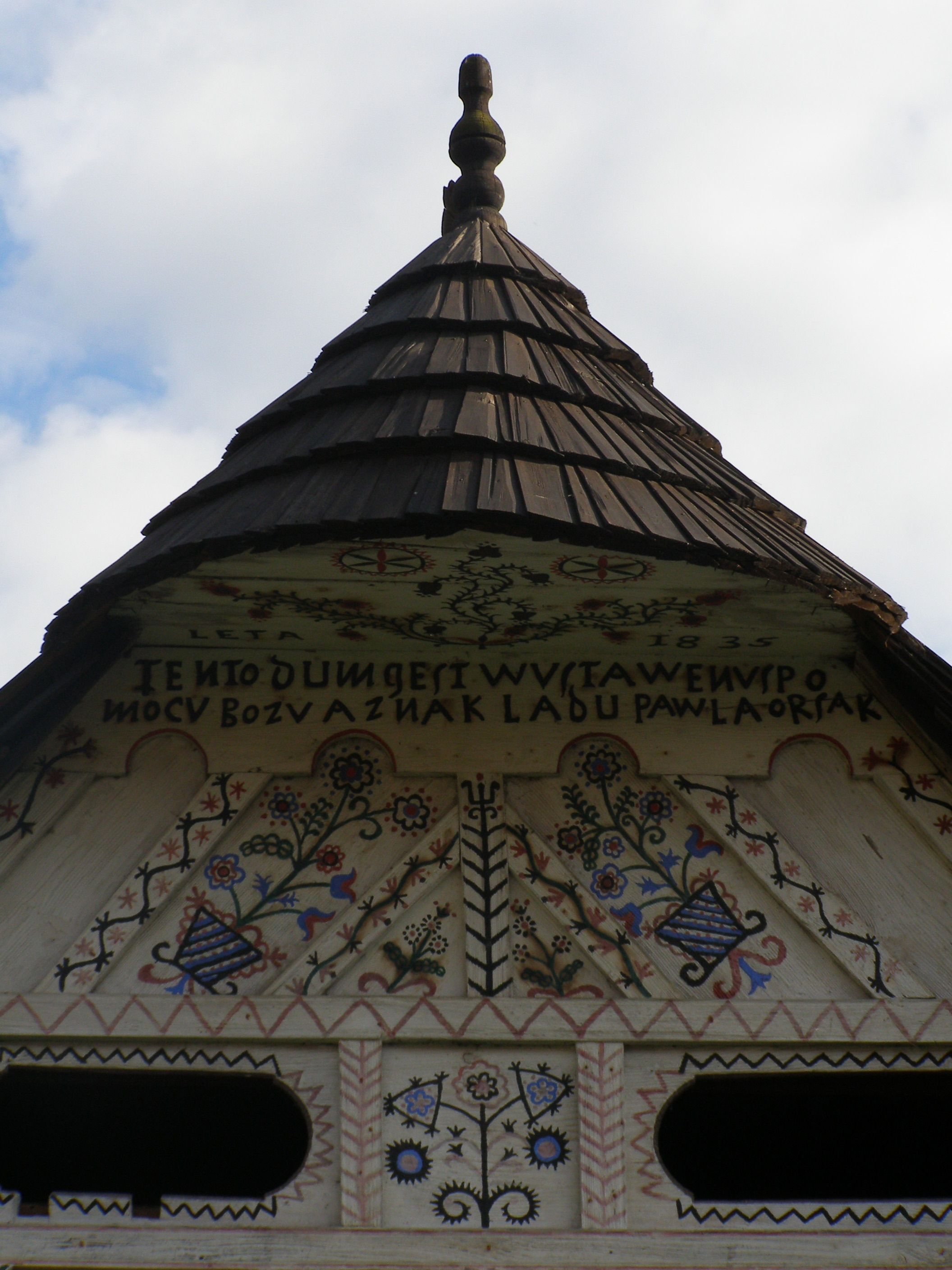
Kabřinec na lidové usedlosti v Novém Hrozenkově

V lidové architektuře je kabřinec (také kukla, kozub, hálka) půloválná ozdobná stříška, jíž vrcholí prkenný štít (tzv. lomenice) roubených domů. V podstatě jde o malou polovalbu, která však nemá přímý, nýbrž půloválný či půlkruhový půdorys. Kabřinec je často ukončen dřevěnou profilovanou hrotnicí. Prakticky vždy byl kabřinec kryt šindelem a to i v případě, kdy zbytek střechy byl kryt doškem. Spodní část kabřince zakrývá záklopové prkno, které bylo často zdobeno malovaným ornamentem, bývaly zde napsány ochranné modlitby, prosby o zachování domu a o požehnání, zpravidla ve spojení s jménem stavebníka domu a s letopočtem. Vznik tohoto prvku souvisí s barokní zdobnou architekturou, přestože se jedná o prvek uplatňovaný prakticky vždy v lidové architektuře.

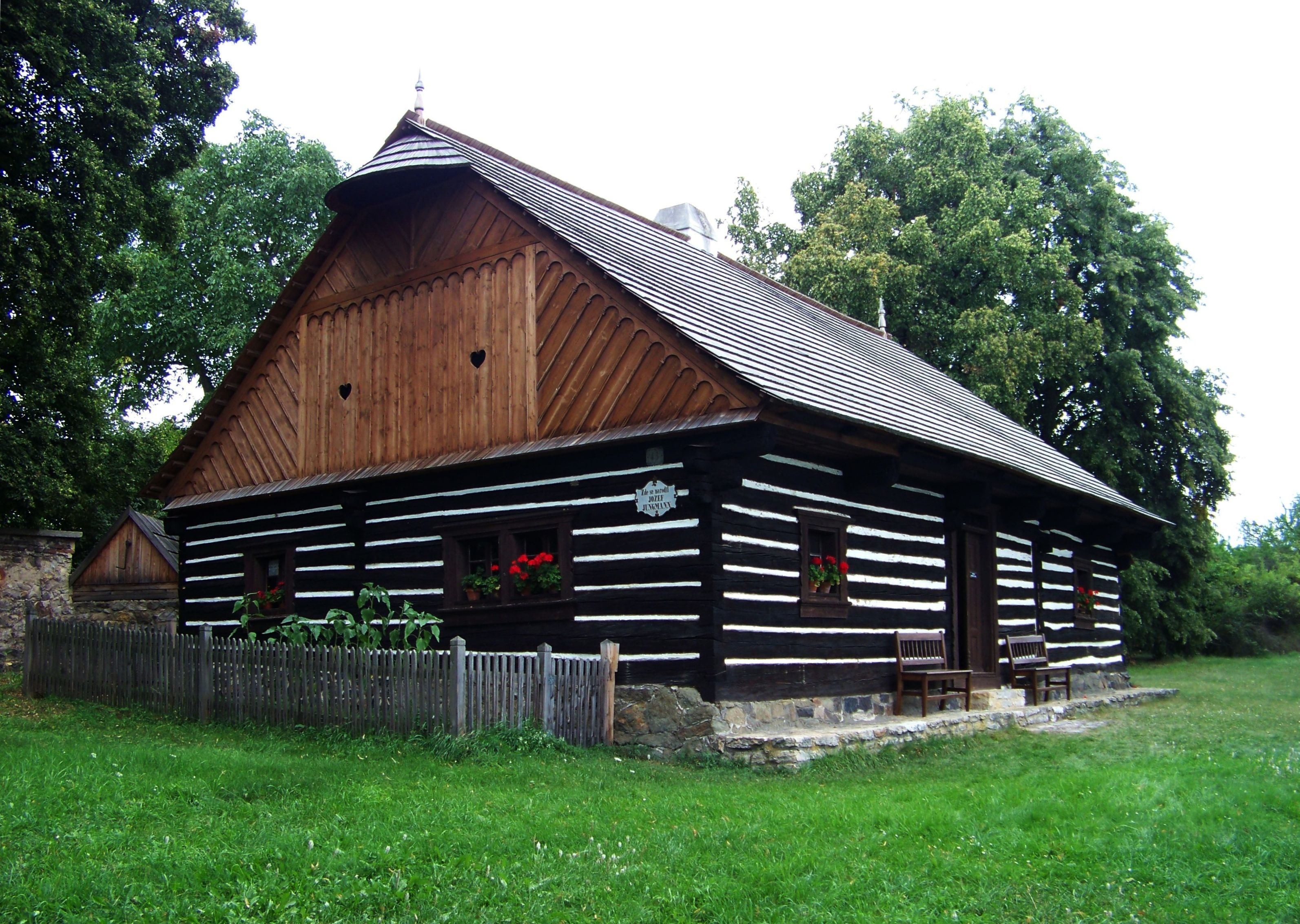
Rodný domek Josefa Jungmanna v Hudlicích, s kabřincem
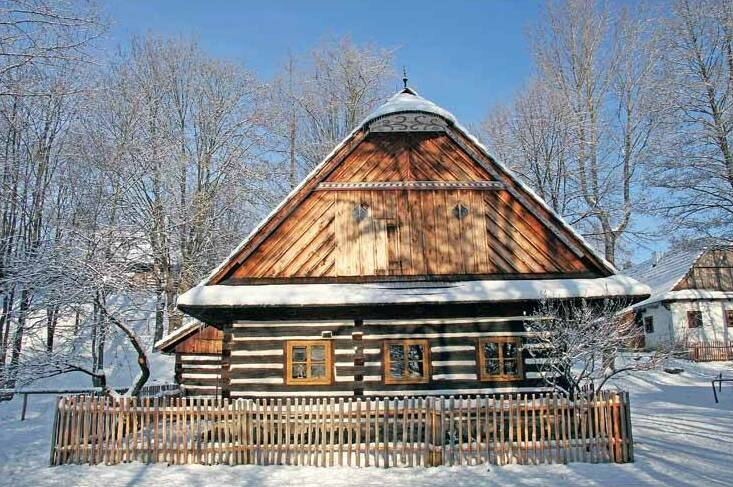
Kabřinec u mlýna z Oldřetic u Skutče v expozici Veselý Kopec, součást Muzea v přírodě Vysočina
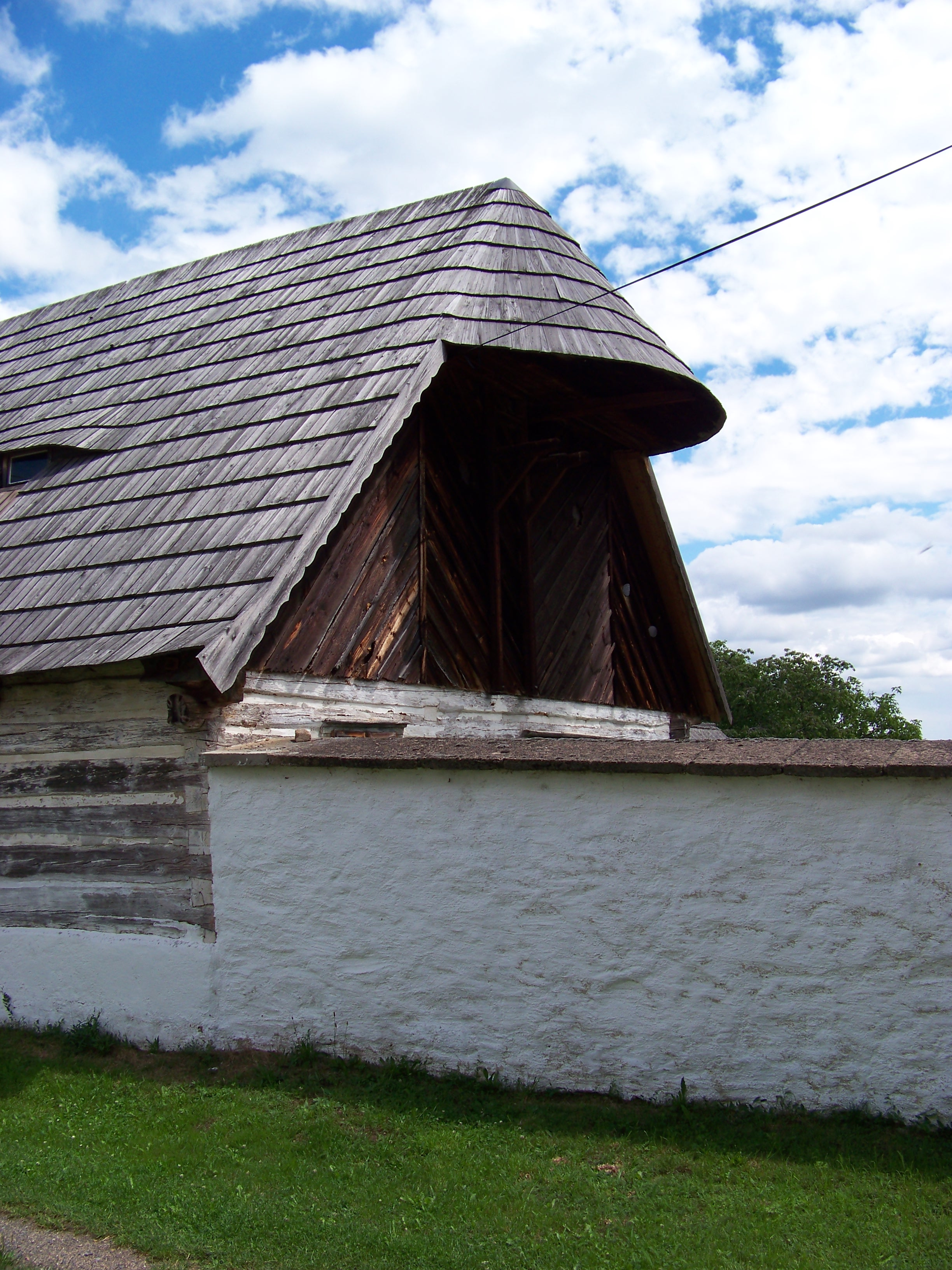
Mimořádně velký kabřinec na stavení č. p. 2 v Palivu na Příbramsku